# Rafael Cotoner
Rafael Cotoner i d'Olesa of Raphael of Raffaele (Aragon, 1601 - Malta, 20 oktober 1663) was van 6 juni 1660 tot aan zijn dood in 1663 de 60e grootmeester van de Maltezer Orde.
Rafael Cotoner was een verstandig en religieus persoon. Hij gaf opdracht aan de Italiaanse kunstenaar Mattia Preti om de gewelven van de Sint-Janscokathedraal in Valletta te beschilderen. In dertien jaar tijd heeft Preti de kerk voorzien van haar decoraties.
De twee broers, Rafael en zijn latere opvolger Nicolás Cotoner werden grote bouwers en hun wapens zijn te zien bij vele paleizen, kerken en vestingen in Valletta, maar hun echte kroonjuweel was de Sint-Janscokathedraal. In die tijd heerste er veel welvaart op de eilanden, maar hun manier van bouwen en haar extravagante smaak had een negatief effect voor de schatkist.